# Gerhard Henniger

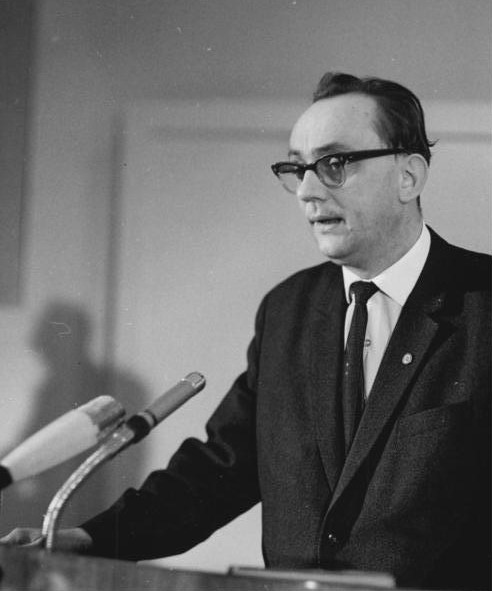
Gerhard Henniger, Ansprache auf der Jahreskonferenz des Deutschen Schriftstellerverbandes im November 1966

Gerhard Henniger (* 5. Mai 1928 in Großkamsdorf; † 20. Juli 1997 in Berlin) war ein deutscher Publizist und Kulturfunktionär in der DDR.

## Leben

### Jugend
Henniger, Sohn eines kaufmännischen Angestellten, besuchte in Saalfeld/Saale die Oberschule. Bereits als Schüler war er ein begeisterter Leser des Schriftstellers Karl May. Im September 1942 wurde er Gründungsvorsitzender des „Deutschen Karl-May-Bundes“, der das Anliegen verfolgte, die pazifistischen und humanistischen Ideen Karl Mays zu pflegen. Dem Bund, dessen Ehrenmitglied 1943 die Witwe des Dichters Klara May wurde, schlossen sich rasch Gruppen in Berlin, Wien, Schlesien, Thüringen, im Sudetenland, der Steiermark, der Rhein-Pfalz, Baden und im Rheinland an.
Nachdem der „Deutsche Karl-May-Bund“ im Januar 1944 mit der Publikation der hektographierten Zeitschrift Karl-May-Post begonnen hatte, wurden die weiteren Aktivitäten von der Gestapo untersagt. Henniger wurde im Januar 1945 zum Kriegsdienst eingezogen und geriet im April desselben Jahres in US-amerikanische Kriegsgefangenschaft, aus der er im Januar 1946 entlassen wurde. Im selben Jahr trat er der Sozialistischen Einheitspartei Deutschlands bei. 1947 legte er in Saalfeld das Abitur ab. Im selben Jahr versuchte er in der Sowjetischen Besatzungszone eine Karl-May-Gesellschaft zu gründen. Ein detaillierter Antrag in deutscher und russischer Sprache wies für die beabsichtigte Gründung auf Karl Mays Ideen von Frieden, Demokratie, Völkerversöhnung und Menschlichkeit hin. Neben Gerhard Henniger selbst gehörten Carl-Heinz Dömken, Joachim Matthes und Gerhard Lange zu den Unterzeichnern des Ansuchens auf Vereinsbildung. Auf den Antrag erfolgte weder ein ablehnender noch ein zustimmender Bescheid. Von 1947 bis 1950 studierte Henniger Germanistik und Publizistik an der Friedrich-Schiller-Universität Jena und der Universität Leipzig.

### Tätigkeit als Kulturfunktionär

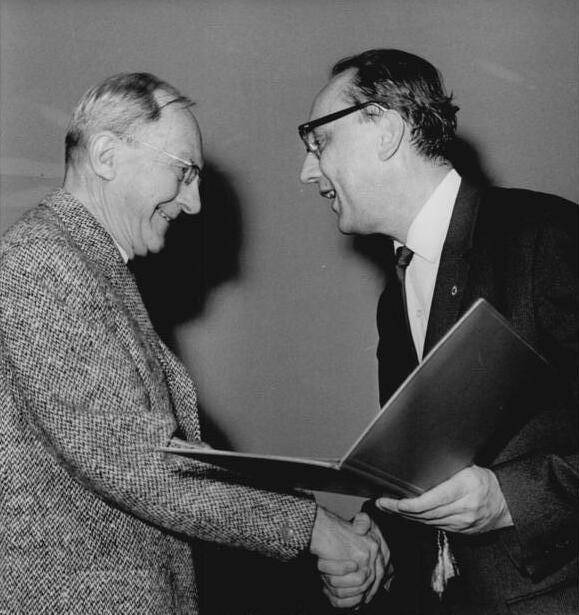
Henniger verleiht aus Anlass des 40. Jahrestages der Gründung des Bundes proletarischer revolutionärer Schriftsteller am 1. November 1968 dem Schriftsteller Ludwig Renn eine Medaille.

1950 und 1951 arbeitete Henniger als Sekretär einer Fachgruppe des Kulturbundes. Von 1952 bis 1957 wirkte er als Erster Sekretär der Bezirksleitung Leipzig des Kulturbundes und war als Redakteur beim Börsenblatt für den Deutschen Buchhandel zu Leipzig tätig. Von 1957 bis 1966 hatte er das Amt des Bundessekretärs des Kulturbundes in Berlin inne. In seinen Zuständigkeitsbereich fielen die Wissenschaft, Kunst und Literatur sowie die Fotografie. Von 1966 bis März 1990 nahm er die Funktion des Ersten Sekretärs des Deutschen Schriftstellerverbandes wahr, der seit November 1973 „Schriftstellerverband der DDR“ hieß.
In dieser Funktion wirkte Henniger als Schnittstelle zwischen dem Schriftstellerverband, der Kulturkommission des Zentralkomitees der SED, der Zensurbehörde und dem Ministerium für Staatssicherheit, von dem Henniger mehrfach ausgezeichnet wurde. Seit 1963 gehörte er dem Präsidium des Kulturbundes an, seit 1969 dem Präsidium des Schriftstellerverbandes.
Günter Görlich beschreibt in seinen Lebenserinnerungen Henniger als einen umstrittenen und widersprüchlichen Menschen, der eher bescheiden in der Darstellung seiner eigenen Person gewesen sei. Henniger habe sowohl die Interessen der Partei wie jene der Schriftsteller berücksichtigt und habe für diese zahlreiche soziale Errungenschaften erreicht.
In der SBZ und der DDR bemühte sich Henniger mit Christian Heermann und anderen um eine Rehabilitierung der Werke Karl Mays. 1947 unterstützte er Euchar Albrecht Schmid und den damals noch in Radebeul ansässigen Karl-May-Verlag. Henniger war daran beteiligt, dass ab 1983 wieder Romane Mays in der DDR erscheinen durften. Die Bände erschienen mit Nachworten Hennigers im Verlag Neues Leben. 1988 legte Henniger in der Zeitschrift Weimarer Beiträge Thesen zu Karl May in der DDR vor. 1995 reflektierte er in der Kulturzeitschrift die horen die Rezeption Karl Mays in der DDR.
Gerhard Henniger legte zahlreiche Publikationen zur Literaturkritik, Fragen der Kulturpolitik und Themen der Fotografie vor. Nach der Wende trat er 1990 in den Vorruhestand. Zu Hennigers Tod 1997 hielt Hermann Kant eine Trauerrede.

## Schriften (Auswahl)
- Die Fotografie als kulturpolitische Aufgabe. Bemerkungen zur Situation und Entwicklung der Fotografie in unserer Republik. Deutscher Kulturbund, Berlin 1959.
- Für eine sozialistische deutsche Fotokunst. Aufsätze zu kulturpolitischen und künstlerischen Fragen der Fotografie. Deutscher Kulturbund, Berlin 1961.
- Zur Entwicklung der sozialistisch-realistischen Fotokunst in der DDR: Bilanz und Perspektive. Deutscher Kulturbund, Berlin 1964.
- Zur gesellschaftlichen Wirksamkeit der Amateuerfotografie in der DDR. Hinweise und Erfahrungen. Deutscher Kulturbund, Berlin 1965.
- Fotografie im Schatten. Zu den Einflüssen der imperialistischen Politik auf die Fotografie in Westdeutschland. Deutscher Kulturbund, Berlin 1966.

## Auszeichnungen
- Vaterländischer Verdienstorden in Bronze, in Silber (1969) und in Gold (1983)
- Banner der Arbeit 1974